# Забелье (Ефимовское городское поселение)
Забелье — деревня в Ефимовском городском поселении Бокситогорского района Ленинградской области.

## История
Согласно семитопографической карте Новгородской губернии 1847 года деревня Забелье насчитывала 21 крестьянский двор.
Согласно X-ой ревизии 1857 года:

ЗАБЕЛЬЕ — деревня, принадлежит Белавиной: хозяйств — 18, жителей: 45 м. п., 51 ж. п., всего 96 чел.

По земской переписи 1895 года:

  
ЗАБЕЛЬЕ — деревня, крестьяне бывшие Белавиной: хозяйств — 22, жителей: 60 м. п., 64 ж. п., всего 124 чел.; крестьяне собственники земли: хозяйств — 1, жителей: 3 м. п., 4 ж. п., всего 7 чел.

В конце XIX — начале XX века деревня административно относилась к Соминской волости 1-го земского участка 3-го стана Устюженского уезда Новгородской губернии.
В начале XX века близ деревни на земле частного владельца находились жальники.

ЗАБЕЛЬЕ — деревня Забельского |сельского общества, число дворов — 31, число домов — 42, число жителей: 76 м. п., 89 ж. п.; Занятие жителей: земледелие, лесные заработки. Озеро Забельское и река Шиголка. Часовня, мелочная лавка, смежна с усадьбой Забелье.

ЗАБЕЛЬЕ — усадьба наследников М. П. Забельского, число дворов — 4, число домов — 5, число жителей: 10 м. п., 5 ж. п.; Занятие жителей: земледелие, судоходство и сплав леса. Река Шиголка. Школа грамоты, мелочная лавка, Лесопильный завод, мельница. (1910 год)

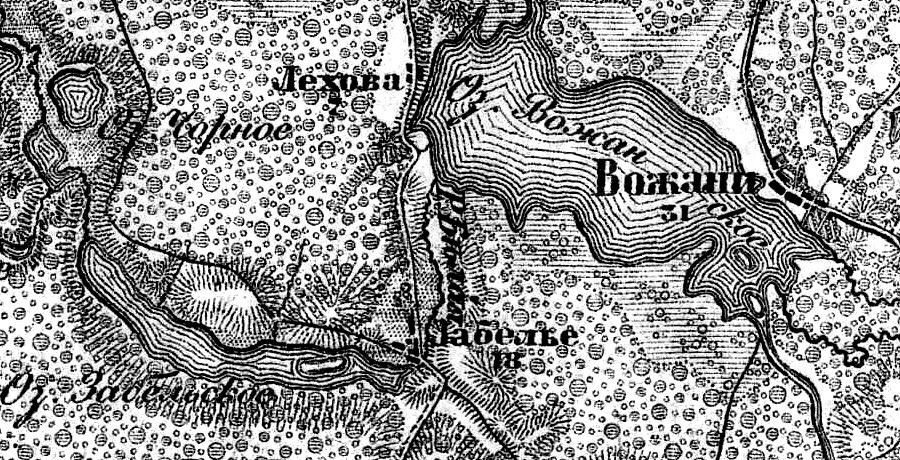
Деревня Забелье на карте 1917 года

Согласно военно-топографической карте Новгородской губернии издания 1917 года деревня состояла из 18 крестьянских дворов.
С 1917 по 1918 год деревня входила в состав Тарантаевской волости Тихвинского уезда Новгородской губернии.
С 1918 года в составе Череповецкой губернии. 
С 1924 года в составе Соминской волости Устюженского уезда.
С 1927 года в составе Забельского сельсовета Ефимовского района.
В 1928 году население деревни составляло 222 человека.
Согласно карте Ленинградской области Северо-западного аэрогеодезического треста ГГУ издания 1932 года деревня насчитывала 22 крестьянских двора. В деревне находилась церковь.
По данным 1933 года деревня называлась Забелы и входила в состав Соминского сельсовета Ефимовского района.
С 1965 года в составе Бокситогорского района. В 1965 году население деревни составляло 100 человек.
По данным 1966, 1973 и 1990 годов деревня Забелье входила в состав Соминского сельсовета.
В 1997 году в деревне Забелье Соминской волости проживали 11 человек, в 2002 году — 51 человек (все русские).
В 2007 году в деревне Забелье Ефимовского ГП проживали 2 человека, в 2010 году — 6, в 2015 году — 2, в 2016 году — 4 человека.

## География
Деревня расположена в юго-восточной части района близ автодороги А114 (Вологда — Новая Ладога).
Расстояние до административного центра поселения — 28 км.
Расстояние до ближайшей железнодорожной станции Ефимовская — 33 км. 
Деревня находится на северном берегу Забельского озера.

## Демография
| 1997 | 2002 | 2007 | 2010 | 2017 |
| ---- | ---- | ---- | ---- | ---- |
| 11   | ↗51  | ↘2   | ↗6   | ↘2   |

### Национальный состав
Согласно данным Всероссийской переписи населения 2021 года в деревне проживали 5 человек, все русские.